# Кызыл-Джар (Иссык-Кульская область)
Кызыл-Джар (кирг. Кызыл-Жар) — село в Ак-Суйском районе Иссык-Кульской области Кыргызстана. Входит в состав Ак-Чийского аильного округа.

## География
Село расположено в северо-восточной части области, на берегах реки Жергалан, на расстоянии приблизительно 39 километров (по прямой) к северо-востоку от села Аксуу (Теплоключенка), административного центра района. Абсолютная высота — 2060 метров над уровнем моря.

## Население
Согласно оценочным данным Национального статистического комитета Кыргызской Республики, численность населения села на начало 2023 года составляла 13 человек.
| год     | 2014 | 2015 | 2023 |
| ------- | ---- | ---- | ---- |
| человек | 0    | 0    | 13   |